# Новы, Милан
Милан Новы (чеш. Milan Nový, 23 сентября 1951, Кладно, Чехословакия) — чехословацкий хоккеист, нападающий. Чемпион мира 1976 и 1977 годов, серебряный призёр зимних Олимпийских игр в Инсбруке 1976 года. Лучший снайпер в истории чемпионатов Чехословакии (Чехии) — 474 шайбы.

## Биография
Милан Новы провёл большую часть своей карьеры в команде «Польди Кладно». С 1972 по 1974 год выступал за армейский клуб «Дукла Йиглава». В сезоне 1982/83 играл в НХЛ за «Вашингтон Кэпиталз». Дебютировал в НХЛ 6 октября 1982 года, в матче против «Нью-Йорк Рейнджерс». В первой же игре забросил шайбу и сделал голевую передачу. Всего в НХЛ набрал 48 очков (18+30) в 73 играх регулярного чемпионата. Еще 2 игры сыграл в Кубке Стэнли. Также играл в Швейцарии и Австрии. Завершил игровую карьеру в 1989 году в родном «Кладно» в возрасте 37 лет. В своём последнем сезоне играл в одном звене с тогда еще семнадцатилетним Яромиром Ягром.
Помимо клубов выступал за сборную Чехословакии с 1971 по 1982 год. Участник ЧМЕ 1975-1979, 1981 и 1982 (63 матча, 33 гола), ЗОИ 1976 и 1980 (11 матчей, 12 голов), розыгрышей Кубка Канады 1976 и 1980 (11 матчей, 12 голов). Двукратный чемпион мира, серебряный призёр Олимпийских игр. Также выиграл четыре серебряные и одну бронзовую медаль на чемпионатах мира.
В 2012 году был принят в Зал славы ИИХФ. 4 ноября 2011 года был введён в Зал славы чешского хоккея.

## Достижения

### Командные
- Чемпион мира и Европы 1976, 1977
- Серебряный призёр Олимпийских игр 1976
- Серебряный призёр чемпионата мира и Европы 1975, 1978, 1979
- Серебряный призер чемпионата мира 1982
- Бронзовый призёр чемпионата мира и Европы 1981
- Бронзовый призер чемпионата Европы 1982
- Шестикратный чемпион Чехословакии (1974—1978, 1980)
- Обладатель Кубка европейских чемпионов 1977
- Финалист Кубка Канады 1976
- Серебряный призёр чемпионата Европы среди юниоров 1970

### Личные
- Обладатель Золотой клюшки лучшему хоккеисту Чехословакии 1977, 1981, 1982
- Лучший бомбардир (15 очков), снайпер (7 шайб) и ассистент (8 передач) Олимпийских игр 1980
- Лучший снайпер чемпионата Чехословакии 1973 (39 шайб), 1975 (44), 1976 (32), 1977 (59).
- Лучший бомбардир чемпионата Чехословакии 1973 (56 очков), 1976 (57), 1977 (90), 1978 (75), 1981 (80), 1982 (67)
- Лучший ассистент чемпионата Чехословакии 1981 (48 передач), 1982 (38)
- Рекордсмен чемпионатов Чехословакии (Чехии) по количеству голов за всю историю (474 шайбы)
- Рекордсмен чемпионатов Чехословакии (Чехии) по количеству голов в одном сезоне (59 шайб в сезоне 1976/77)
- Рекордсмен чемпионатов Чехословакии (Чехии) по количеству очков в одном сезоне (90 очков в сезоне 1976/77)
- Член символической сборной кубка Канады 1976 и чемпионата мира 1976

- Член Зала славы ИИХФ (с 2012 года)
- Член Зала славы чешского хоккея (с 04.11.2011 г.)

## Статистика
- Чемпионат Чехословакии — 590 игр, 474 шайбы
- Сборная Чехословакии — 211 игр, 120 шайб
- НХЛ — 75 игр, 48 очков (18+30)
- Австрийская лига — 40 игр, 81 очко (31+50)
- Швейцарская лига — 38 игр, 57 очков (31+26)
- Вторая швейцарская лига — 40 игр, 84 очка (40+44)
- Вторая чехословацкая лига — 43 игры, 75 очков (35+40)
- Всего за карьеру — 1037 игр, 749 шайб